# Зорька (Червенський район)
Зорька (біл. вёска Зорька) — село в складі Червенського району Мінської області, Білорусь. Село підпорядковане Руднянській сільській раді, розташоване в центральній частині області.